# Reykjarfjörður, Strandir
Reykjarfjörður är en fjord i republiken Island.   Den ligger i regionen Västfjordarna, i den nordvästra delen av landet, 210 km norr om huvudstaden Reykjavík.